# بيورن مورغان إينكفيست
بيورن مورغان إينكفيست (بالسويدية: Björn Morgan Enqvist)‏ (12 أكتوبر 1977 في السويد - ) هو لاعب كرة قدم سويدي في مركز الوسط. لعب مع أريس ليماسول وغايس غوتنبرغ وكريستال بالاس ونادي أبولون سميرني ونادي فآسا ونادي مالمو ونيا سلاميس فاماغوستا ونادي باناتشايكي ‏ وVeria F.C. ‏ وKastoria 1980 F.C. ‏ وAPEP FC ‏.

## وصلات خارجية
- بيورن مورغان إينكفيست على موقع اتحاد السويد (السويدية)
- بيورن مورغان إينكفيست على موقع قاعدة بيانات كرة القدم.إي يو (الإنجليزية)